# Renato Sobral
Renato da Cunha Sobral (Rio de Janeiro, 7 settembre 1975) è un lottatore di arti marziali miste brasiliano.
Specialista della lotta a terra, Sobral è un lottatore con un passato di grandi successi, avendo combattuto in molte delle migliori leghe di arti marziali miste vincendo i titoli dei pesi mediomassimi Strikeforce e IFC; è stato inoltre un contendente al titolo dei pesi mediomassimi UFC e finalista del torneo RINGS del 1999.
Vanta anche un titolo di campione nazionale di lotta libera.
È cintura nera di jiu jitsu brasiliano come allievo di Carlos Gracie Jr e dal 2008 si allena nella propria palestra "Gracie Barra Cerritos", parte del gruppo di palestre internazionali Gracie Barra e localizzata a Cerritos.
Dal 2014 compete anche nell'organizzazione statunitense di grappling Metamoris.

## Carriera nelle arti marziali miste

### Inizi
Sobral nasce tecnicamente come wrestler: fu infatti campione nazionale di lotta libera e si allenò nella particolare disciplina Ruas Vale Tudo, ovvero un'interpretazione della vale tudo ad opera della leggenda del combattimento Marco Ruas.
L'esordio come professionista avvenne nel 1997 in alcune leghe brasiliane, dove Sobral dimostra subito di saperci fare vincendo sette incontri di fila.

### Fighting Network Rings
Nel 1999 Sobral lascia il Brasile per proseguire la sua carriera in Giappone nell'organizzazione RINGS.
Qui prende parte al torneo King of Kings 1999, dove al primo turno sottomette il lottatore olimpico georgiano Zaza Tkeshelashvili.
Successivamente si impone sul kickboxer Lee Hasdell e passa quindi ai quarti di finale del torneo.
Il cammino di Sobral è inarrestabile e prima mette KO l'ex UFC Brad Kohler, poi sottomette l'esperto Mikhail Ilyukhin e in semifinale vince ai punti contro il wrestler Kiyoshi Tamura.
La finale, giocatasi nel medesimo evento dei quarti di finale e della semifinale, fu però una disfatta ai punti contro il forte Dan Henderson.
Sobral resta nella RINGS fino alla fine del 2001 terminando con un record personale di carriera di 19-3, dove sconfigge anche il navigato Travis Fulton ma per la prima volta in carriera viene sottomesso ad opera dell'olandese Valentijn Overeem che lo estromette dal torneo King of Kings 2000, nonché viene sconfitto dal fuoriclasse Fedor Emelianenko ma solamente ai punti.

### Ultimate Fighting Championship
L'esordio di Sobral in UFC avvenne nel 2000 quando ancora era sotto contratto con la RINGS, in quanto al tempo l'UFC non pretendeva ai suoi lottatori l'esclusività.
Nel primo incontro sconfigge l'ex campione dei pesi massimi UFC Maurice Smith, di fatto pensionandolo, in quanto dopo quell'incontro Smith non lottò più fino al 2007.
Successivamente Sobral viene opposto ad alcuni dei migliori lottatori della storia dell'UFC, con risultati altalenanti: viene infatti sconfitto dall'ex campione dei pesi massimi Kevin Randleman, vince ai punti contro l'ex sfidante al titolo dei pesi mediomassimi Elvis Sinosic e perde per KO contro la nuova stella dell'organizzazione Chuck Liddell.
Dal 2003 al 2005 Sobral non combatté per l'UFC e prese parte ad incontri con altre federazioni: in particolare sfidò Chael Sonnen nella promozione Hitman, venendo sconfitto per ritiro in quanto il brasiliano si era accordato per combattere solamente due round e non tre, e successivamente il risultato dell'incontro non venne registrato, quindi non risultò valido ai fini del record personale dei lottatori.
Quell'anno vinse il torneo dei pesi mediomassimi IFC sconfiggendo in una sola serata Trevor Prangley, Mauricio Rua e Jeremy Horn.
Tornò a combattere in Brasile per l'organizzazione Jungle Fight, dove sconfisse Jose Landi-Jons, e prese parte anche ad un paio di incontri per la britannica Cage Rage.
Tornato in UFC con un nuovo record personale di 27-6, Sobral dimostra di essere migliorato notevolmente e convince tutti vincendo tre incontri di fila, compresa la sua rivincita personale contro Chael Sonnen.
Di conseguenza gli viene data la possibilità di sfidare il campione in carica Chuck Liddell, contro il quale Sobral già aveva perso in passato, con in palio la cintura di campione dei pesi mediomassimi.
Sobral non riuscì nell'impresa e venne sconfitto da Liddell per KO al primo round.
Nell'incontro successivo venne battuto ancne da Jason Lambert.
L'ultimo incontro di Sobral in UFC fu contro David Heath nell'evento UFC 74: Respect: Sobral dominò l'incontro sia nello striking che nel grappling, e vinse sottomettendo Heath con uno strangolamento; quando però l'arbitro decise di mettere fine all'incontro per decretare la vittoria di Sobral, lo stesso lottatore brasiliano si rifiutò di lasciare la presa causando ipossia all'avversario.
Sobral giustificò il gesto come reazione ai continui insulti che l'avversario gli rivolse durante l'incontro, ma la cosa non convinse Dana White che lo licenziò.

### Affliction Entertainment e Strikeforce
Sobral proseguì la sua carriera in altre leghe statunitensi di alto livello: si accasò contemporaneamente nella neonata Affliction e nella Strikeforce con contratti di non-esclusività.
Nei due incontri con l'Affliction Sobral si impose prima su Mike Whitehead e poi sul camerunese Rameau Thierry Sokoudjou.
Nell'agosto 2009 avrebbe dovuto affrontare Gegard Mousasi nell'evento Affliction: Trilogy, ma l'evento stesso saltò e successivamente l'intera promozione Affliction Entertainment fallì.
Con la Strikeforce Sobral divenne campione dei pesi mediomassimi sconfiggendo il campione in carica Bobby Southworth nell'evento Strikeforce: Destruction del 21 novembre 2008.
Non riuscì però a difendere il titolo dalla successiva sfida del 2009 contro Gegard Mousasi, che in un minuto mise KO Sobral.
Sobral ebbe la possibilità di tornare a combattere per il titolo quando questo venne vinto da Muhammed Lawal: affrontò Dan Henderson in uno spareggio per decretare il primo sfidante alla cintura dei pesi mediomassimi Strikeforce, ma anche questa volta Sobral venne sconfitto per KO nel primo round.

### Dopo Strikeforce
Terminato il contratto con Strikeforce e con un record da professionista di 36–10, Sobral rimase senza lottare per più di un anno fino a che non firmò un contratto esclusivo con l'organizzazione singaporiana ONE Fighting Championship, organizzazione che collaborava con importanti leghe del circuito internazionale come la Dream: avrebbe dovuto combattere il 31 marzo 2012 contro l'ex campione di kickboxing e campione Cage Rage Melvin Manhoef, ma l'incontro saltò.
Sobral affrontò invece Tatsuya Mizuno in Malaysia, vincendo per sottomissione in appena mezzo minuto di lotta.
Nel 2013 tornò negli Stati Uniti per partecipare al torneo dei pesi mediomassimi dell'ottava stagione dell'importante promozione Bellator, dove nei quarti di finale affrontò il russo Mikhail Zayats (record: 19-6): Sobral venne sconfitto per KO tecnico sul finire del primo round.
A giugno Sobral prova nuovamente ad arrivare ad una sfida titolata in Bellator attraverso il torneo dei pesi mediomassimi, ma ancora una volta viene sconfitto al primo turno, questa volta dal semifinalista della precedente stagione Jacob Noe: dopo la sua undicesima sconfitta in carriera Sobral prende la decisione di ritirarsi.
Negli anni a seguire si dedicherà ad altre competizioni: nel 2014 prende parte ad un evento della promozione statunitense di grappling Metamoris opposto all'ex campione ADCC Dean Lister, con il match che terminò in parità.
Nel febbraio del 2015 annuncia il suo ritorno nelle MMA agonistiche per affrontare l'ex Bellator Volkan Oezdemir.

## Risultati nelle arti marziali miste
| Risultato | Record | Avversario             | Metodo                                 | Evento                                                           | Data              | Round | Tempo | Città                      | Note                                                                 |
| --------- | ------ | ---------------------- | -------------------------------------- | ---------------------------------------------------------------- | ----------------- | ----- | ----- | -------------------------- | -------------------------------------------------------------------- |
| Sconfitta | 37-12  | Jacob Noe              | KO Tecnico (stop dell'arbitro)         | Bellator XCVI                                                    | 19 giugno 2013    | 3     | 3:32  | Thackerville, Stati Uniti  | Torneo dei Pesi Mediomassimi Bellator 2013 Summer Series, Semifinale |
| Sconfitta | 37-11  | Mikhail Zayats         | KO Tecnico (pugno girato e colpi)      | Bellator LXXXV                                                   | 17 gennaio 2013   | 1     | 4:49  | Irvine, Stati Uniti        | Torneo dei Pesi Mediomassimi Bellator VIII, Quarti di finale         |
| Vittoria  | 37-10  | Tatsuya Mizuno         | Sottomissione (armbar)                 | ONE FC 4: Destiny of Warriors                                    | 23 giugno 2012    | 1     | 0:31  | Kuala Lumpur, Malaysia     | Debutto in ONE FC                                                    |
| Sconfitta | 36–10  | Dan Henderson          | KO (pugni)                             | Strikeforce: St. Louis                                           | 4 dicembre 2010   | 1     | 1:53  | Saint Louis, Stati Uniti   | Eliminatoria per il titolo dei Pesi Mediomassimi Strikeforce         |
| Vittoria  | 36-9   | Robbie Lawler          | Decisione (unanime)                    | Strikeforce: Los Angeles                                         | 16 giugno 2010    | 3     | 5:00  | Los Angeles, Stati Uniti   |                                                                      |
| Sconfitta | 35–9   | Gegard Mousasi         | KO (pugni)                             | Strikeforce: Carano vs. Cyborg                                   | 15 agosto 2009    | 1     | 1:00  | San Jose, Stati Uniti      | Perde il titolo dei Pesi Mediomassimi Strikeforce                    |
| Vittoria  | 35-8   | Sokoudjou              | Sottomissione (brabo choke)            | Affliction: Day of Reckoning                                     | 24 gennaio 2009   | 2     | 2:36  | Anaheim, Stati Uniti       |                                                                      |
| Vittoria  | 34-8   | Bobby Southworth       | KO Tecnico (ferita)                    | Strikeforce: Destruction                                         | 21 novembre 2008  | 1     | 5:00  | San Jose, Stati Uniti      | Vince il titolo dei Pesi Mediomassimi Strikeforce                    |
| Vittoria  | 33-8   | Mike Whitehead         | Decisione (unanime)                    | Affliction: Banned                                               | 19 luglio 2008    | 3     | 5:00  | Anaheim, Stati Uniti       |                                                                      |
| Vittoria  | 32-8   | Rodney Glunder         | Sottomissione (triangolo di braccio)   | Ring of Fire                                                     | 9 dicembre 2007   | 3     | -     | Manila, Filippine          |                                                                      |
| Vittoria  | 31-8   | David Heath            | Sottomissione (anaconda choke)         | UFC 74: Respect                                                  | 25 agosto 2007    | 2     | 3:30  | Las Vegas, Stati Uniti     |                                                                      |
| Sconfitta | 30–8   | Jason Lambert          | KO (pugno)                             | UFC 68: The Uprising                                             | 3 marzo 2007      | 2     | 3:26  | Columbus, Stati Uniti      |                                                                      |
| Sconfitta | 30–7   | Chuck Liddell          | KO Tecnico (pugni)                     | UFC 62: Liddell vs. Sobral                                       | 26 agosto 2006    | 1     | 1:35  | Las Vegas, Stati Uniti     | Per il titolo dei Pesi Mediomassimi UFC                              |
| Vittoria  | 30-6   | Mike van Arsdale       | Sottomissione (rear naked choke)       | UFC 57: Liddell vs. Couture 3                                    | 4 febbraio 2006   | 1     | 2:21  | Las Vegas, Stati Uniti     |                                                                      |
| Vittoria  | 29-6   | Chael Sonnen           | Sottomissione (triangolo)              | UFC 55: Fury                                                     | 7 ottobre 2005    | 2     | 1:20  | Uncasville, Stati Uniti    |                                                                      |
| Vittoria  | 28-6   | Travis Wiuff           | Sottomissione (armbar)                 | UFC 52: Couture vs. Liddell 2                                    | 16 aprile 2005    | 2     | 0:24  | Las Vegas, Stati Uniti     |                                                                      |
| Vittoria  | 27-6   | Pierre Guillet         | Sottomissione (pugni)                  | Cage Rage 10: Deliverance                                        | 26 febbraio 2005  | 1     | 1:57  | Londra, Regno Unito        |                                                                      |
| Vittoria  | 26-6   | Cyrille Diabaté        | Sottomissione (ghigliottina)           | Cage Rage 9: No Mercy                                            | 27 novembre 2004  | 1     | 3:38  | Londra, Regno Unito        |                                                                      |
| Vittoria  | 25-6   | José Landi-Jons        | Decisione (unanime)                    | Jungle Fight 3                                                   | 23 ottobre 2004   | 3     | 5:00  | Manaus, Brasile            |                                                                      |
| Vittoria  | 24-6   | Jeremy Horn            | Decisione (unanime)                    | IFC: Global Domination                                           | 6 settembre 2003  | 3     | 5:00  | Denver, Stati Uniti        | Vince il torneo dei Pesi Mediomassimi IFC                            |
| Vittoria  | 23-6   | Mauricio Rua           | Sottomissione (ghigliottina)           | IFC: Global Domination                                           | 6 settembre 2003  | 3     | 3:07  | Denver, Stati Uniti        | Torneo Pesi Mediomassimi IFC, Semifinale                             |
| Vittoria  | 22-6   | Trevor Prangley        | Decisione (unanime)                    | IFC: Global Domination                                           | 6 settembre 2003  | 3     | 5:00  | Denver, Stati Uniti        | Torneo Pesi Mediomassimi IFC, Quarti di finale                       |
| Vittoria  | 21-6   | Marcelo Azevedo        | Decisione (unanime)                    | Heat FC 1: Genesis                                               | 31 luglio 2003    | 3     | 5:00  | Natal, Brasile             |                                                                      |
| Sconfitta | 20-6   | Chael Sonnen           | Decisione                              | Hitman Fighting 3                                                | 2 maggio 2003     | N/A   | N/A   | Santa Ana, Stati Uniti     |                                                                      |
| Sconfitta | 20–5   | Chuck Liddell          | KO Tecnico (calcio alla testa e pugni) | UFC 40: Vendetta                                                 | 22 novembre 2002  | 1     | 2:55  | Las Vegas, Stati Uniti     |                                                                      |
| Vittoria  | 20-4   | Elvis Sinosic          | Decisione (unanime)                    | UFC 38: Brawl at the Hall                                        | 13 luglio 2002    | 3     | 5:00  | Londra, Regno Unito        |                                                                      |
| Sconfitta | 19–4   | Kevin Randleman        | Decisione (unanime)                    | UFC 35: Throwdown                                                | 11 gennaio 2002   | 3     | 5:00  | Uncasville, Stati Uniti    |                                                                      |
| Sconfitta | 19–3   | Fedor Emelianenko      | Decisione (unanime)                    | RINGS: 10th Anniversary                                          | 11 agosto 2001    | 2     | 5:00  | Tokyo, Giappone            | Torneo Openweight RINGS 2001, Semifinale                             |
| Vittoria  | 19–2   | Tsuyoshi Kohsaka       | Decisione (maggioranza)                | RINGS: World Title Series 2                                      | 15 giugno 2001    | 2     | 5:00  | Tokyo, Giappone            | Torneo Openweight RINGS 2001, Quarti di finale                       |
| Vittoria  | 18–2   | Kiyoshi Tamura         | Decisione (maggioranza)                | RINGS: King of Kings 2000 Final                                  | 24 febbraio 2001  | 2     | 5:00  | Tokyo, Giappone            |                                                                      |
| Vittoria  | 17–2   | Maurice Smith          | Decisione (unanime)                    | UFC 28: High Stakes                                              | 17 novembre 2000  | 3     | 5:00  | Atlantic City, Stati Uniti | Debutto in UFC                                                       |
| Sconfitta | 16–2   | Valentijn Overeem      | Sottomissione (toe hold)               | RINGS: King of Kings 2000 Block A                                | 9 ottobre 2000    | 1     | 2:19  | Tokyo, Giappone            | Torneo King of Kings 2000, Secondo turno                             |
| Vittoria  | 16–1   | Tariel Bitsadze        | Sottomissione (armbar)                 | RINGS: King of Kings 2000 Block A                                | 9 ottobre 2000    | 1     | 2:58  | Tokyo, Giappone            | Torneo King of Kings 2000, Primo turno                               |
| Vittoria  | 15–1   | Hiromitsu Kanehara     | Decisione (unanime)                    | RINGS: Millennium Combine 2                                      | 15 giugno 2000    | 2     | 5:00  | Tokyo, Giappone            |                                                                      |
| Vittoria  | 14–1   | Jacob Zobnin           | Sottomissione (rear naked choke)       | RINGS: Russia                                                    | 20 maggio 2000    | 1     | 3:20  | Tokyo, Giappone            |                                                                      |
| Vittoria  | 13–1   | Travis Fulton          | Sottomissione (armbar)                 | RINGS: Millennium Combine 1                                      | 20 aprile 2000    | 1     | 4:49  | Tokyo, Giappone            |                                                                      |
| Sconfitta | 12–1   | Dan Henderson          | Decisione (maggioranza)                | RINGS: King of Kings 1999 Final                                  | 26 febbraio 2000  | 2     | 5:00  | Tokyo, Giappone            | Torneo King of Kings 1999, Finale                                    |
| Vittoria  | 12–0   | Kiyoshi Tamura         | Decisione (maggioranza)                | RINGS: King of Kings 1999 Final                                  | 26 febbraio 2000  | 2     | 5:00  | Tokyo, Giappone            | Torneo King of Kings 1999, Semifinale                                |
| Vittoria  | 11–0   | Mikhail Ilyukhin       | Sottomissione (armbar)                 | RINGS: King of Kings 1999 Final                                  | 26 febbraio 2000  | 3     | 0:40  | Tokyo, Giappone            | Torneo King of Kings 1999, Quarti di finale                          |
| Vittoria  | 10–0   | Brad Kohler            | KO (soccer kick)                       | World Extreme Fighting: 8-Goin' Platinum                         | 15 gennaio 2000   | 2     | 0:50  | Rome, Stati Uniti          |                                                                      |
| Vittoria  | 9–0    | Lee Hasdell            | Decisione (unanime)                    | RINGS: King of Kings 1999 Block A                                | 28 ottobre 1999   | 2     | 5:00  | Tokyo, Giappone            | Torneo King of Kings 1999, Secondo turno                             |
| Vittoria  | 8–0    | Zaza Tkeshelashvili    | Sottomissione (kimura)                 | RINGS: King of Kings 1999 Block A                                | 28 ottobre 1999   | 2     | 1:11  | Tokyo, Giappone            | Torneo King of Kings 1999, Primo turno                               |
| Vittoria  | 7–0    | Dario Amorim           | Sottomissione (pugni)                  | BVF 14: Circuito Brasileiro de Vale Tudo 5                       | 24 luglio 1999    | 1     | 2:14  | Brasile                    |                                                                      |
| Vittoria  | 6–0    | Pedro Otavio           | Sottomissione (pugni)                  | BVF 14: Circuito Brasileiro de Vale Tudo 5                       | 24 luglio 1999    | 1     | 4:34  | Brasile                    |                                                                      |
| Vittoria  | 5–0    | Augusto Menezes Santos | Sottomissione (keylock)                | BVF 14: Circuito Brasileiro de Vale Tudo 5                       | 24 luglio 1999    | 1     | 0:56  | Brasile                    |                                                                      |
| Vittoria  | 4–0    | Fernando Cerchiari     | KO (pugni)                             | International Vale Tudo Championship 8: The Road Back to the Top | 20 gennaio 1999   | 1     | 4:41  | Aracaju, Brasile           |                                                                      |
| Vittoria  | 3–0    | Marco Vinicios         | KO Tecnico (ritiro)                    | Desafio: Rio vs. São Paulo                                       | 27 settembre 1997 | 2     | 4:58  | Brasile                    |                                                                      |
| Vittoria  | 2–0    | Manoel Vicente         | KO Tecnico (pugni e pestoni)           | Desafio: Rio vs. São Paulo                                       | 27 settembre 1997 | 1     | 6:27  | Brasile                    |                                                                      |
| Vittoria  | 1–0    | Claudio Palma          | Sottomissione (calci alle gambe)       | Desafio: Rio vs. São Paulo                                       | 27 settembre 1997 | 1     | 2:08  | Brasile                    |                                                                      |

## Curiosità
- Il suo soprannome "Babalu" viene da Bubbaloo, linea di gomme da masticare prodotta dalla Canderaria e successivamente rilevata dalla Kraft Foods; Sobral era solito masticare proprio questo tipo di gomme.
- Il 14 luglio 2007 Sobral venne arrestato presso il Seminole Indian Reservation Casino di Okeechobee per aver sputato ad un cameriere di un locale.
- Sobral appare nel videoclip del brano Still I Rise by the American della band metalcore Shadows Fall.